# Bitwy o Jerozolimę (1948)
Bitwy o Jerozolimę – seria bitew stoczonych pomiędzy Siłami Obronnymi Izraela (wcześniej żydowską organizacją paramilitarną Hagana) a różnymi siłami arabskimi o Jerozolimę podczas I wojny izraelsko-arabskiej (15 maja – 19 lipca 1948 r.). Bitwa zakończyła się sytuacją patową, w której Jordańczycy przejęli kontrolę nad Wschodnią Jerozolimą (włącznie ze Starym Miastem), natomiast Izraelczycy przerwali oblężenie miasta i utrzymali Zachodnią Jerozolimę.

## Tło wydarzeń
Uchwalona 29 listopada 1947 roku Rezolucja Zgromadzenia Ogólnego ONZ nr 181 zakładała, że miasta Jerozolima i Betlejem znajdą się w międzynarodowej strefie pozostającej pod administracją ONZ. Takie rozwiązanie miało zapewnić bezpieczeństwo Jerozolimy, w którym znajdowały się najświętsze miejsca chrześcijaństwa, judaizmu i islamu. Jednakże region Jerozolimy stanowił najsilniejszy punkt sporny pomiędzy społecznością żydowską a arabską w Palestynie. Żydzi nie mogli pogodzić się z faktem, że Jerozolima nie będzie stolicą państwa żydowskiego. Również Arabowie nie godzili się z faktem, że miasto nie będzie znajdować się pod ich kontrolą. Miasto poza znaczeniem politycznym, religijnym i społeczno-kulturalnym, miało także duże znaczenie militarne, ponieważ kontrola nad Jerozolimą dawała również kontrolę nad całą górzystą okolicą. Obie strony przygotowując się do nadchodzącej konfrontacji zbrojnej uważały, że zwycięstwo w Jerozolimie będzie oznaczać zwycięstwo w całej wojnie. Wszyscy zdawali sobie sprawę, że walki o miasto będą oznaczać walki w całym obszarze Jerozolimy. Jerozolima liczyła wówczas około 165 tys. mieszkańców, w tym ponad 99 tys. Żydów i prawie 34 tys. Arabów. Jednak biorąc pod uwagę liczbę mieszkańców miasta oraz jego okolic to Arabowie mieli przewagę.
| Dane pochodzą z 1947 | Ogółem  | Żydzi  | Arabowie | Chrześcijanie i inni |
| -------------------- | ------- | ------ | -------- | -------------------- |
| Populacja Jerozolimy | 165 000 | 99 300 | 33 700   | 32 000               |

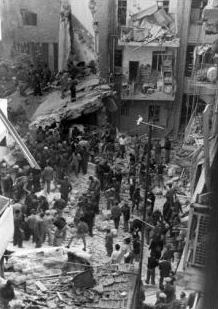
Zamach na ulicy Ben Jehuda, 22 lutego 1948

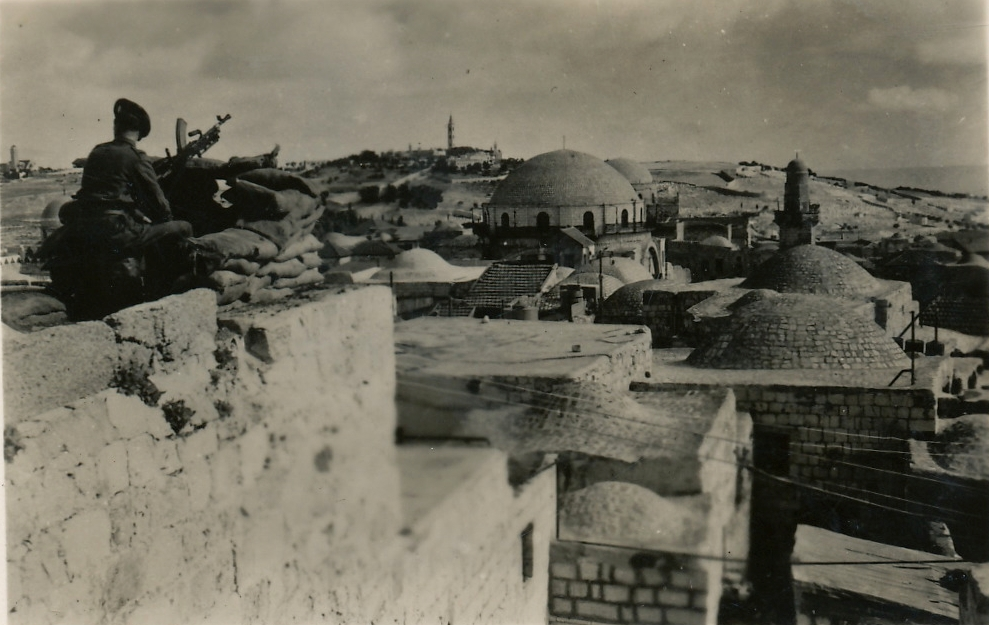
Brytyjski posterunek w Jerozolimie, 1948 r.

Egzystencja społeczności żydowskiej w Jerozolimie była uzależniona od płynności dostaw z nadmorskiej równiny Szaron i miasta Tel Awiw. Utrzymanie tej komunikacji było dla jerozolimskich Żydów sprawą życia i śmierci. Arabowie ze swojej strony dobrze rozumieli, że przecięcie dróg transportu do Jerozolimy może okazać się kluczową kwestią w całej wojnie. Dlatego od pierwszych dni wojny domowej w Mandacie Palestyny koncentrowali większość swoich wysiłków na blokowaniu żydowskiej komunikacji z miastem. Żydowska organizacja paramilitarna Hagana wyznaczyła Miszael Shahama (ps. „Azarja”) do organizowania konwojów do Jerozolimy. Za obronę rejonu Jerozolimy odpowiadała Brygada Ecjoni, a konwoje ochraniała Brygada Harel. Między grudniem 1947 roku a lutym 1948 roku do Jerozolimy dotarło 236 konwojów, w których do miasto dojechało 2160 ciężarówek, dostarczając prawie 9 tys. ton zaopatrzenia. W tym czasie doszło do 70 ataków na konwoje, w wyniku których zginęło 37 osób, a 8 pojazdów zostało zniszczonych.
Pierwsze strzały w Jerozolimie padły wieczorem 30 listopada 1947 roku. Arabowie ostrzelali autobus linii nr 9 w dzielnicy Asz-Szajch Dżarrah, raniąc kierowcę i 9 pielęgniarek. Następnego dnia, 1 grudnia, Arabski Wysoki Komitet ogłosił strajk powszechny w całym Mandacie Palestyny, który trwał przez trzy kolejne dni. Podczas strajku doszło w Jerozolimie do demonstracji przeciwko utworzeniu państwa żydowskiego w Palestynie. Demonstracja przekształciła się w gwałtowne zamieszki w Jerozolimie, podczas których doszło do plądrowania i podpalania żydowskich sklepów i domów. W trakcie plądrowania centrum handlowego „Manila” doszło do pierwszej wymiany ognia pomiędzy arabskimi bandami a członkami żydowskiej organizacji paramilitarnej Hagana. Brytyjskie władze mandatowe nie reagowały, pozwalając na swobodny rozwój wydarzeń. W kolejnych dniach dochodziło do coraz częstszych strzelanin, podpaleń, a także zamachów bombowych, które paraliżowały normalne funkcjonowanie miasta. 29 grudnia członkowie Irgunu podłożyli bombę w kawiarni przy Bramie Damasceńskiej na Starym Mieście, zabijając 15 Arabów. 6 stycznia 1948 roku doszło do zamachu na hotel Semiramis, w którym zginęło 26 osób. W odwecie 1 lutego Arabowie wysadzili samochód-pułapkę zaparkowany przy wydawnictwie gazety „Palestine Post”. W jej sąsiedztwie znajdował się hotel, w którym odpoczywali Żydzi po przyjeździe konwoju do miasta. W zamachu zginęła 1 osoba, a 20 zostało rannych. W kolejnym arabskim zamachu przeprowadzonym 22 lutego na ulicy Ben Jehuda zniszczone zostały cztery brytyjskie samochody wojskowe, 58 osób zginęło, a 123 zostały ranne (zamach na ulicy Ben Jehuda w Jerozolimie). Wśród ofiar byli członkowie Palmach, którzy prowadzili żydowski konwój do miasta. 11 marca wybuch samochodu pułapki uszkodził budynki amerykańskiego konsulatu i Agencji Żydowskiej. W zamachu zginęło 12 osób, a 44 zostały ranne.
W marcu 1948 roku do Jerozolimy wyruszyło tylko 45 konwojów, w skład których weszło 560 pojazdów. Z tego trzy konwoje zostały rozbite, a pięć zawróciło z powrotem. Do Jerozolimy dotarło jedynie 37 konwojów. W wyniku ataków zginęło 36 ludzi. Warto podkreślić, że ostatnich pięć konwojów w marcu zostało zatrzymanych, a ich straty wyniosły 23 zniszczone ciężarówki. Sytuacja ta była wynikiem faktu, że rejony przez które przebiegała droga łącząca wybrzeże z Jerozolimą, były zamieszkałe w większości przez ludność arabską. Ułatwiało to działalność arabskich milicji, do których niejednokrotnie dołączali się zwykli Arabowie. Dla okolicznej ludności napady na żydowskie konwoje stały się źródłem niemałych dochodów. Dawało się także zauważyć coraz lepszą organizację arabskich sił, dla których dużym wzmocnieniem był napływ zagranicznych ochotników. Natomiast w oblężonym mieście sytuacja znacznie się pogorszyła. 31 marca wprowadzono reglamentację żywności. Dzienna racja na jedną osobę wynosiła: 200 gramów chleba. W kwietniu, podczas święta Pesach tygodniowa racja wynosiła: 2 funty ziemniaków, 2 jajka, pół funta ryb, 4 funty macy, 1,5 uncji suszonych owoców, pół funta mięsa i pół funta mąki. 12 maja wprowadzono racjonowanie wody. Dzienna racja wynosiła 2 galony na osobę, z czego 4 litry było wodą pitną. W czerwcu tygodniowy przydział na osobę wynosił: 100 gramów mąki pszennej, 100 gramów fasoli, 40 gramów sera, 100 gramów kawy, 100 gramów mleka w proszku, 160 gramów chleba, 50 gramów margaryny oraz 2 jajka dla osób chorych. Gdy do miasta nie docierały transporty z żywnością, mieszkańcy zbierali liście malwy, które były bogate w żelazo i witaminy. Jerozolimska stacja radiowa podawała mieszkańcom przepisy gotowania malwy. Jordańczycy przyjęli tę informację jako sygnał, że żydowscy mieszkańcy Jerozolimy umierają z głodu i wkrótce się poddadzą. Jeszcze trudniejsza była sytuacja w odciętych i całkowicie izolowanych żydowskich enklawach w dzielnicy Talpijjot i Dzielnicy Żydowskiej Starego Miasta. W odpowiedzi na skargi przedstawicieli mieszkańców, brytyjskie władze mandatowe zaproponowały przeprowadzenie ewakuacji Żydów z miasta. Było to nie do przyjęcia dla Żydów. Tymczasem dowodzący siłami Hagany w mieście Dawid Sze’alti’el zaproponował dowództwu Hagany skrócenie linii obronnych poprzez ewakuowanie osiedla Atarot, bloku osiedli Gusz Ecjon oraz osiedli położonych w rejonie Morza Martwego. Dowództwo jednak nie wyraziło na to zgody. W samym dowództwie istniała duża rozbieżność zdań odnośnie do sposobów obrony Jerozolimy. Dawid Ben Gurion zajmował nieustępliwe stanowisko, że nie wolno utracić miasta. Szef operacji Sztabu Generalnego Hagany, Jigael Jadin sprzeciwiał się jednak skierowaniu dodatkowych oddziałów w ten rejon. Uważał on, że nadmierna koncentracja wojsk na froncie centralnym może osłabić inne fronty i spowodować pogorszenie sytuacji w innych miejscach. Ostatecznie wygrał pogląd Dawida Ben Guriona i w rejonie drogi do Jerozolimy skoncentrowano trzy bataliony. Były to najlepsze bataliony ściągnięte z różnych brygad piechoty, na czele których stanął Szimon Awidan. Sytuacja ta była niezwykle kłopotliwa. Byli to najlepsi i najbardziej doświadczeni żołnierze, opuszczając jednak swoje macierzyste jednostki, w nowy region przybywali zazwyczaj z niewystarczającym uzbrojeniem. Macierzyste brygady nie chciały po prostu wyzbywać się broni, na której niedostatek wszyscy cierpieli. Dodatkowo, żołnierze przybywając w nowe miejsce, zazwyczaj nie znali okolicy i nie mieli zaufania do swoich nowych dowódców, co rodziło liczne spory i było przyczyną rosnącego braku dyscypliny w oddziałach. Kwestię braków uzbrojenia rozwiązało przypłynięcie statku „Nora” z dostawą uzbrojenia z Czechosłowacji. Siły gromadzone na froncie centralnym otrzymały około 470 karabinów, 250 karabinów maszynowych i milion sztuk amunicji. Siłami tymi postanowiło rozpocząć realizację szeregu operacji militarnych, których celem było odblokowanie komunikacji z Jerozolimą. Punktem zwrotnym okazała się zrealizowana w kwietniu operacja „Nachszon”, podczas której siły żydowskie przeprowadziły błyskawiczny atak i nie napotykając na prawie żaden opór, szybko posuwały się naprzód. Okoliczna ludność arabska wpadła w panikę i uciekła przed zbliżającymi się żydowskimi żołnierzami. W ten sposób do Jerozolimy dotarł konwój 60 ciężarówek, a w kilka dni później drugi konwój z 200 ciężarówkami. Do miasta dostarczono 1800 ton zapasów. Po zakończeniu operacji, dowództwo Hagany nakazało wycofanie się swoich oddziałów. Decyzja ta wydaje się zaskakująca, gdyż umożliwiło to Arabom powrót i wzmocnienie pozycji w rejonie drogi. Ponowne zdobywanie tych samych miejsc stawało się coraz trudniejsze, i było powodem dużych strat w ludziach. Sytuacja taka miała miejsce już w połowie kwietnia, gdy podczas operacji „Harel” do Jerozolimy dotarły trzy konwoje, każdy po 250-300 ciężarówek. Było to bardzo duże wzmocnienie dla sił obrońców w mieście.
W międzyczasie, 9 kwietnia 1948 siły żydowskich organizacji paramilitarnych Irgun i Lechi zaatakowały arabską wieś Dajr Jasin. Doszło wówczas do masakry w Dajr Jasin, w której zginęło około 100-254 arabskich cywilów. Niejasny jest udział Hagany w tych działaniach, jednak jedną z ich konsekwencji była masowa ucieczka Arabów, którzy obawiali się kolejnych pogromów. Natomiast arabskie milicje 13 kwietnia rozbiły w odwecie żydowski konwój medyczny jadący przez Asz-Szajch Dżarrah do Jerozolimy. Zginęło 78 osób personelu medycznego. W kolejnych dniach Irgun i Lehi przeprowadziły cały szereg działań odwetowych, wywołując duże zamieszanie wśród Arabów. Dezorientację i zamieszanie pogłębiała dodatkowo rywalizacja arabskich dowódców o wpływy. Ostatecznie dowódcą sił arabskich działających w rejonie Jerozolimy został iracki pułkownik Fadl Abdullah Rashid, którego poparli zwolennicy wielkiego muftiego Jerozolimy Mohammada Amina al-Husajni (siły Armii Świętej Wojny). Natomiast jordański król Abdullah I mianował komendanta Jerozolimy, którym został Fauzi al-Kawukdżi (dowódca Arabskiej Armii Wyzwoleńczej). Pomimo różnicy w poglądach i wzajemnej rywalizacji, obaj dowódcy współpracowali ze sobą w celu zatrzymania żydowskich konwojów.

## Układ sił

### Siły arabskie
Siły Armii Świętej Wojny zostały w następujący sposób podzielone: (1) w rejonie Jerozolimy operowały cztery jednostki mobilne zwalczające żydowską komunikację, oraz cztery jednostki samoobrony broniące wiosek; (2) w rejonie Betlejem operowało pięć jednostek mobilnych i kilka jednostek samoobrony; (3) w rejonie Ramallah operowały dwie jednostki mobline i sześć jednostek wolontariuszy; (4) w rejonie Liddy, Ramli i Jafy operowały trzy jednostki mobilne i kilka jednostek samoobrony. Pozostałe siły działały na północy i południu kraju. Na ich czele stał Abd al-Qadir al-Husajni, a po jego śmierci 8 kwietnia 1948 dowództwo objął pułkownik Fadl Rashid. Natomiast Arabska Armia Wyzwoleńcza posiadała w tym obszarze następujące siły: (1) dwie kompanie z Regimentu Hittin (około 500-1000 ochotników) stacjonowały w mieście. Ich dowódcą był kapitan Abbas. (2) w rejonie Jerozolimy i Ramallah operował 3 Regiment Jarmouk, posiadający dwie kompanie ochotników. Ich dowódcą był major Abdul Hamid al-Rawi. Do tych sił należy doliczyć oddziały milicji tworzonych przez mieszkańców oraz około 400 byłych funkcjonariuszy policji mandatowej, którymi dowodził Munira Abu al-Fadl. Mniej więcej w tym czasie do Palestyny dotarła grupa około 500 ochotników z Iraku, którzy wzmocnili siły arabskich milicji kontrolujących wioski wzdłuż drogi z wybrzeża do Jerozolimy. W ten sposób stopniowo zmieniała się organizacja i poziom wyszkolenia sił arabskich, które stawały się coraz trudniejszym przeciwnikiem dla Hagany. Pomimo to, kolejnym niewielkim konwojom udawało się przedrzeć przez blokady i dotrzeć do oblężonego miasta. W owym czasie fort policji w Latrun wciąż znajdował się pod kontrolą brytyjskich żołnierzy.
W nocy z 14 na 15 maja 1948 roku oddziały jordańskiego Legionu Arabskiego przeszły przez most Allenby’ego i wkroczyły na terytorium dawnego Mandatu Palestyny. Legion zajął następujące pozycje: (1) 1 Brygada dowodzona przez pułkownika Goldie miała swoją główną kwaterę we wsi Bajtunja. Obejmowała ona: 1 Regiment (pod dowództwem ppłk. Blackdena), który operował w rejonie miasta Nablus; i 3 Regiment (pod dowództwem ppłk. Newmana), który operował w rejonie Ramallah. (2) 3 Brygada dowodzona przez płk. Ashtona miała swoją główną kwaterę we wsi Jalu. Obejmowała ona: 4 Regiment (pod dowództwem ppłk. Habesa Majali’ego), który przejął obronę rejonu Latrun; i 2 Regiment (pod dowództwem majora Slade’a) pozostający w odwodzie. Jego 2 kompania zajęła pozycje obronne na wzniesieniach na północ od Sza’ar ha-Gaj. Wsparcie 3 Brygadzie zapewniała bateria artylerii, która była rozlokowana przy wiosce Bajt Nuba. (3) 4 Brygada dowodzona przez pułkownika Ahmada Sigqi al-Jundi miała swoją główną kwaterę w Ramallah. Brygada ta została sformowana pośpiesznie i nie służyli w niej żadni brytyjscy oficerowie. Obejmowała ona: 5 Regiment (pod dowództwem ppłk. Abd al-Halima al-Sakita); i 6 Regiment (pod dowództwem ppłk. Abdullaha al-Talla), który zajął pozycje we wschodniej części Samarii pomiędzy Jerychem a Tall ad-Damija. Każdy z tych regimentów składał się z tysiąca żołnierzy zorganizowanych w cztery kompanie i jednostkę wsparcia składającą się z 4 samochodów pancernych i armaty 2-funtowej. Dodatkowe wsparcie zapewniało 6 dział przeciwpancernych i 2 moździerze. Ponadto 4 Brygadzie towarzyszyły siły 5 kompanii milicji, liczące 650 arabskich ochotników. We wsi Nabi Samwil rozlokowała się bateria artylerii licząca 4 haubicoarmaty 25-funtowe i 6 ciężkich moździerzy, które były gotowe wesprzeć w walce 1 i 4 Brygadę. Dodatkowo mniejsze jednostki działały samodzielnie. 17 maja wysłano z Jerycha do Jerozolimy na Górę Oliwną 1 i 8 samodzielne kompanie. 15 kompania wzmocniła arabskich ochotników w rejonie miast Lidda i Ramla.

### Siły żydowskie
Położenie geograficzne praktycznie uniemożliwiało utworzenie jednolitej obrony żydowskiej części Jerozolimy. Okoliczne wzgórza i trudno dostępny teren ułatwiały działalność arabskim siłom. Jednak największe trudności przysparzały sąsiednie osiedla, do których obrony musiano oddelegować dodatkowe siły. Za obronę rejonu Jerozolimy odpowiadała Brygada Ecjoni. Jej 61 Batalion zajął pozycje w centrum miasta, 62 Batalion był przygotowany do prowadzenia działań operacyjnych w sektorach północnym, wschodnim i południowym, natomiast 63 Batalion zajął pozycje w części zachodniej miasta. Siły te były przygotowane do działań ofensywnych, natomiast zadania patrolowe i utrzymywania pozycji obronnych powierzono nowo tworzonym kompaniom straży, złożonych z mieszkańców. Siły Brygady „Ecjoni” zostały przy tym mocno osłabione, ponieważ ponad 100 żołnierzy stacjonowało w al-Qastal na wschodnich przedmieściach, a 150 żołnierzy broniło odizolowane enklawy Atarot i Newe Ja’akow na północ od Jerozolimy. Dodatkowo 80 żołnierzy odesłano do obrony osiedli w rejonie Morza Martwego, 150 do obrony osiedli w bloku Gusz Ecjon i następnych 150 do obrony osiedli Moca i Har-Tuw. Szczególną pozycję zajmowała Brygada „Harel”, wchodząca w skład sił Palmach. Nie przyjmowały one rozkazów od dowodzącego obroną miasta Dawida Sze’alti’ela, i podlegały jedynie swojemu dowództwu naczelnemu z siedzibą w Tel Awiwie. Osobnemu dowództwu podlegały także siły organizacji paramilitarnych Irgunu (około 180 żołnierzy) i Lehi (około 80 ludzi). Pomimo licznych trudności, udawało się osiągnąć porozumienie i realizować wspólnymi siłami kolejne zadania operacyjne w obszarze miasta.
Na początku maja 1948 nastąpiło wzmocnienie żydowskich sił. Nowo utworzona 8 Brygada Pancerna i dwa najlepsze bataliony Brygady Giwati zajęły pozycje w rejonie drogi w pobliżu Latrun.

## Przebieg bitwy

### Podczas wojny domowej
Siły żydowskie stały przed dwoma największymi wyzwaniami: pierwszym było otworzenie dróg komunikacyjnych do miasta, a drugim było scalenie izolowanych żydowskich enklaw w jednolity obszar, który byłoby łatwiej bronić. 22 kwietnia 1948 roku rozpoczęto operację Jevussi, której celem było przejęcie kontroli nad północną częścią miasta, aby w ten sposób zabezpieczyć Jerozolimę przed arabską agresją od strony Ramallah i Jerycho. Natarcie napotkało na niespodziewanie dobrze zorganizowaną arabską obronę i osiągnęło jedynie połowiczne cele. Rozwojowi dalszych działań przeszkodził dowódca sił brytyjskich w Palestynie, generał Gordon Holmes MacMillan, który zażądał wycofania sił żydowskich z Szajch Dżarrah. Na poparcie żądań, brytyjscy żołnierze otworzyli ogień do sił Hagany, zmuszając ją do wycofania się z zajętego terenu. Szajch Dżarrah została ogłoszona strefą zdemilitaryzowaną. Tymczasem na południowo-zachodnich obrzeżach miasta do 2 maja trwały walki o wieś Katamon. Żydzi utracili tutaj 10 zabitych i 80 rannych, natomiast Arabowie 80 zabitych i 150 rannych. Po zakończeniu walk żołnierze żydowscy dopuścili się grabieży mienia arabskiego pozostawionego przez mieszkańców, którzy uciekli przed walkami. Zdobycie tej wioski odblokowało komunikację z żydowskim osiedlem Talpijjot. Następnej nocy siły żydowskie podjęły nieudaną próbę opanowania budynku Augusta Victoria leżącego na południe od Góry Skopus. Zdobycie tego rejonu utworzyłoby dogodną linię obrony miasta od północnego wschodu, jednak jak się okazało, budynek był skutecznie broniony przez jordańskich żołnierzy z Legionu Arabskiego. Przebieg walk miał negatywny wpływ na morale sił arabskich przebywających w mieście. Poniosły one znaczne straty, a źródłem dodatkowego niezadowolenia ludzi były walki wewnętrzne prowadzone pomiędzy dowódcami o przywództwo. W tej sytuacji, dowódca Arabskiej Armii Wyzwoleńczej, Fauzi al-Kawukdżi, przysłał do Jerozolimy Abd al-Hamida al-Rawi, którego mianował komendantem wszystkich sił arabskich w mieście. Sprzeciwił się temu dotychczasowy dowódca Fadl Rashid. Ostatecznie Komitet Wojskowy Ligi Arabskiej odwołał ze stanowiska al-Rawi. Konsekwencją takich działań było to, że w późniejszym czasie al-Qawuqji ignorował wezwania o pomoc płynące z Jerozolimy. Podjął on jedynie działania na drodze prowadzącej do miasta. Pomimo tych nieporozumień, al-Qawuqji rozkazał przesunięcie swojej artylerii z rejonu Lajjun i Tulkarm bliżej Jerozolimy.
Tymczasem, 7 maja siły Hagany rozpoczęły operację Machabeusz, której celem było odblokowanie drogi prowadzącej z wybrzeża do Jerozolimy. Podczas tych walk Arabowie wykazali niezwykłą organizację i skuteczność działania. Nacierające siły żydowskie były ostrzeliwane przez artylerię, a w rejon prowadzonych walk oddziały arabskich ochotników dowożono ciężarówkami z odległych regionów kraju. Walki zbiegły się z początkiem wybuchu I wojny izraelsko-arabskiej. Gdy w nocy z 14 na 15 maja jordański Legion Arabski przekroczył rzekę Jordan, siły Arabskiej Armii Wyzwoleńczej opuściły rejon Latrun, otwierając tym samym Żydom drogę do Jerozolimy. Było to następstwem umowy z królem Abdullahem, na mocy której jednostki Arabskiej Armii Wyzwoleńczej miały przegrupować się na północ od Ramallah, gdzie miały przez tydzień odpocząć i uzupełnić zapasy. O zawartym porozumieniu nie zostali powiadomieni jordańscy dowódcy polowi, dla których wycofanie sił dowodzonych przez Fauzi al-Kawukdżi było całkowitym zaskoczeniem. Przegrupowanie jordańskich oddziałów zajęło trzy dni, i dopiero 17 maja rejon Latrun obsadził 4 Regiment. Żydzi, z powodu braku informacji wywiadowczych, nie wykorzystali tego faktu, czego konsekwencją była seria późniejszych krwawych bitew. Wystąpiły także poważne problemy logistyczne z organizacją konwoju. Większość kierowców sabotowała swoje ciężarówki, bojąc się wjechania w niebezpieczne rejony drogi. W rezultacie tylko jedna ciężarówka wyruszyła w drogę i bezpiecznie dotarła do miasta. Konwój ten nazwano Konwojem Sierocym.
W międzyczasie w Jerozolimie trwały usilne działania członków Komisji Rozejmu w Palestynie o ogłoszenie rozejmu w mieście. Dokument w tej kwestii podpisano 8 maja i walki w mieście praktycznie ustały. O północy 14 maja 1948 roku, brytyjskie władze mandatowe ogłosiły zakończenie sprawowania władzy wojskowej i administracyjnej w Jerozolimie. Rano Brytyjczycy zorganizowali dwa konwoje i ewakuowali swoich żołnierzy. Jeden konwój pojechał w stronę Hajfy, natomiast drugi skierował się do Betlejem. Brytyjczycy przedstawili Żydom harmonogram ewakuacji, co pozwoliło na wcześniejsze zaplanowanie przez nich operacji militarnej, której celem miało być opanowanie wszystkich pozycji brytyjskich w mieście, scalenie wszystkich pozycji żydowskich oraz zapewnienie dróg zaopatrzenia. Do przeprowadzenia operacji Kilszon wyznaczono około 760 ludzi z Hagany, Irgunu i Lehi. Natarcie w centralnej i północnej części miasta przeprowadziło 7 plutonów. W pierwszej kolejności zajęły one osiedla Migrasz ha-Rusim i Morasza. Następnie siły żydowskie zajęły Kolonię Amerykańską i większość dzielnicy Szajch Dżarrah położone na północ od Starego Miasta, otwierając drogę do kontynuowania natarcia w stronę Góry Skopus, gdzie zdobyto budynki Akademii Policyjnej. W centrum zajęto główną kwaterę brytyjskiej policji, nazywaną „Bevingrad”, w której podziemiach było więzionych wielu członków żydowskich organizacji paramilitarnych. Przejęto także budynek poczty głównej i budynek szpitala włoskiego. Arabowie nie pozostawali bezczynni i przeprowadzili od północnego wschodu kontratak, zajmując osiedla Wadi al-Dżauz i Bab az-Zahira. Do najcięższych walk doszło w okolicach klasztoru Notre Dame, który ostatecznie pozostał w rękach izraelskich. Natarcie w południowej części miasta przeprowadziło 12 plutonów. Szybko zajęli Hotel King David oraz budynki YMCA, oraz stację kolejową. Opanowane zostały osiedla Komemijjut, Ha-Moszawa ha-Germanit, Ha-Moszawa ha-Jewanit, Ge’ulim i Talpijjot. Duża część tych terenów weszła później w skład Zachodniej Jerozolimy. W rejonie tym także doszło do arabskich kontrataków, w trakcie których Arabowie odbili dworzec kolejowy i leżącą w pobliżu Drukarnię Rządową. Równolegle w centrum miasta przeprowadzono operację „Szfifon”, której celem miało być połączenie Starego Miasta z pozostałą żydowską częścią miasta, a następnie wyburzenie wszelkich budynków wokół żydowskiej części Starego Miasta, aby utworzyć w ten sposób dogodne do obrony przedpole. Jednak siły użyte w tej operacji były zbyt małe i nie osiągnięto większości założonych celów.

### Podczas I wojny izraelsko-arabskiej

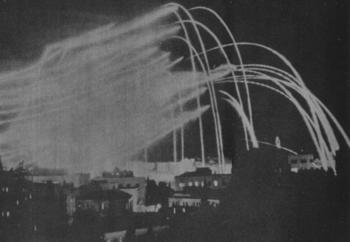
Jordańska artyleria ostrzeliwuje Jerozolimę

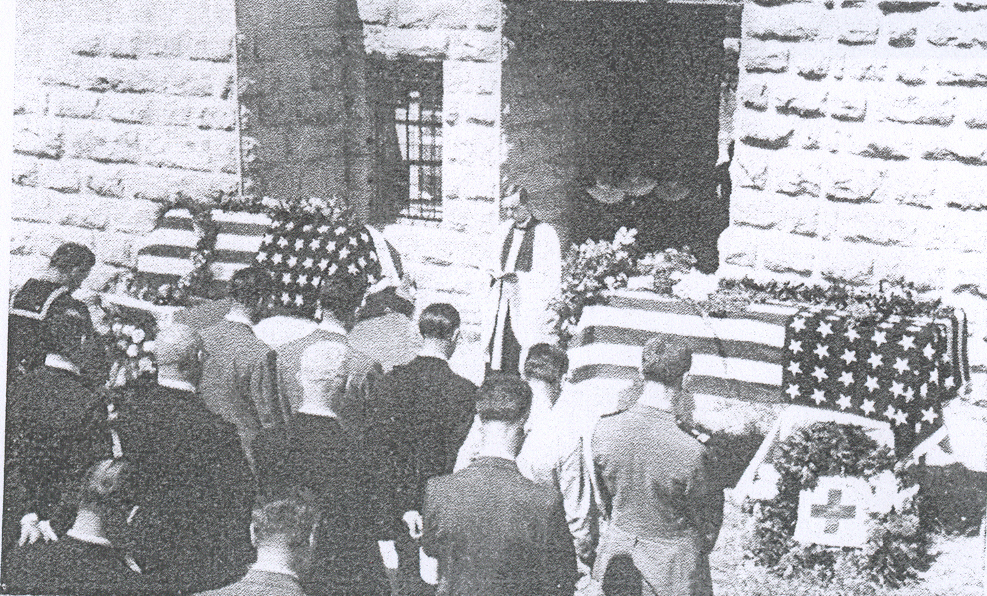
Trumny z ciałami amerykańskiego konsula generalnego Thomasa C Wasson’a i oficera marynarki Herberta C. Walkera, Jerozolima 1948

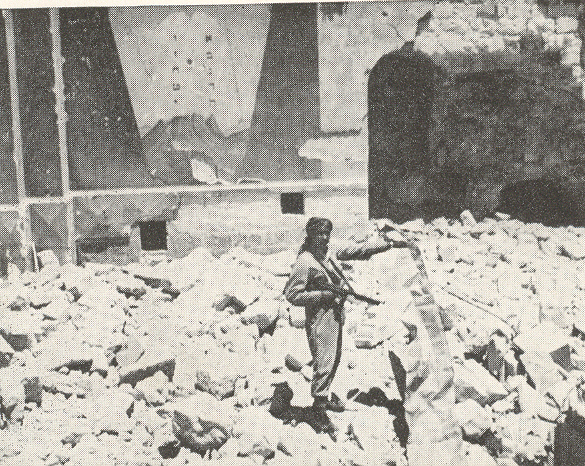
Jordański żołnierz w ruinach synagogi Hurwa

Realizowana w dniach 14 i 15 maja żydowska operacja „Kilszon” było powodem napływu do Starego Miasta dużej ilości arabskich mieszkańców, którzy uciekali z terenów zajmowanych przez Haganę. W bardzo szybkim czasie liczba mieszkańców Starego Miasta wzrosła do 60 tys. ludzi. Dzielnica była przeludniona i panował w niej chaos. Dowódcy lokalnej arabskiej obrony – Sajid Munir Abu Fadl i Khalid al-Hussajni – usiłowali przywrócić porządek i powstrzymać dalszy napływ uchodźców. Pod swoimi rozkazami mieli około 700 uzbrojonych ludzi. Naprzeciw siebie, na Starym Mieście mieli około 150 żydowskich obrońców, których sytuację pogarszał fakt, że byli całkowicie odcięci od żydowskiej części miasta. Wykorzystując swoją przewagę 16 maja około 200 arabskich bojowników zaatakowało kwaterę żydowską. Niewiele brakowało, aby Arabowie odnieśli sukces. Pomimo zmuszenia do wycofania się, ujrzeli oni słabość żydowskiej obrony.
15 maja do dawnego Mandatu Palestyny wkroczył jordański Legion Arabski, dowodzony przez brytyjskiego generała John Bagot Glubba. Głównym zadaniem Legionu było opanowanie Zachodniego Brzegu Jordanu i unikanie konfrontacji z siłami żydowskimi w rejonie Jerozolimy, aby nie sprowokować Żydów do ściągnięcia posiłków w ten region. Jednak 17 maja król Abdullah zmienił swoje zdanie i za namową arabskich notabli, podjął decyzję o zaangażowanie się w bitwę o Jerozolimę. Jeszcze tego samego dnia wysłano z Jerycha na Górę Oliwną 1 i 8 samodzielne kompanie. Następnego dnia, od północnego wschodu do dzielnicy Szajch Dżarrah wkroczyły trzy kompanie piechoty 6 Regimentu dowodzone przez ppłk. Abdullaha al-Talla. Tym samym al-Tall objął dowództwo nad wszystkimi siłami arabskimi w mieście. Również arabska administracja cywilna podporządkowała się całkowicie Jordańczykom. Tymczasem siły Hagany podjęły próbę przedarcia się do Starego Miasta i wzmocnienia sił tamtejszych obrońców. Zdecydowano przy tym, aby nie angażować się w trudne walki uliczne i natarcie poprowadzono przez położone na południe od Starego Miasta górę Syjon. Została ona opanowana 18 maja przez oddziały Palmach. Prowadzone równolegle natarcie w stronę bramy Jafy zawiodło, i w nocy oddziały Palmachu musiały kontynuować natarcie docierając do bramy Dawida. Siły obrońców Starego Miasta zostały w ten sposób wzmocnione przez 80 żydowskich ochotników uzbrojonych w 60 karabinów maszynowych. Byli to jednak ludzie słabo wyszkoleni i nie umiejący prowadzić walki w warunkach miejskich. W południe 19 maja kompania jordańskiej piechoty z Legionu Arabskiego przeprowadziła kontratak od strony Wzgórza Oliwnego, i zamknęła wyłom w arabskich liniach obronnych, ponownie odcinając Stare Miasto. Al-Tall zreorganizował pozycje sił arabskich na Starym Mieście, kierując dwa plutony do obrony bramy Dawida i dzielnicy ormiańskiej, jedną kompanię do bramy Nowej i bramy Jafy, cztery plutony rezerwowe zajęły pozycje we wsi At-Tur, a kompania obwodowa rozlokowała się na Wzgórzu Oliwnym. Przybyłe posiłki przesądziły o losach bitwy o Stare Miasto Jerozolimy. We wsi At Tur rozlokowała się bateria jordańskiej artylerii, która rozpoczęła ostrzał dzielnicy żydowskiej, a od 20 maja jordańscy żołnierze przystąpili do systematycznego wyburzania kolejnych domów i niszczenia żydowskich pozycji obronnych. Sytuacja obrońców stała się tak rozpaczliwa, że 28 maja byli zmuszeni poddać dzielnicę.
18 maja do Jerozolimy dotarł ostatni żydowski konwój 35 ciężarówek. Był on przez całą drogę uważnie obserwowany przez jordańskich żołnierzy, którzy jednak go nie ostrzelali. Sytuacja społeczności żydowskiej w Zachodniej Jerozolimie stała się bardzo ciężka. Jerozolimscy Żydzi byli odcięci od dostaw z równiny nadmorskiej. Ich zapasy żywności oraz amunicji szybko malały. Uciekinierzy z Dzielnicy Żydowskiej Starego Miasta potrzebowali pomocy, której z powodu ograniczonych możliwości nie można było im udzielić w wystarczającej ilości. Do miasta napływali także uciekinierzy z okolicznych kibuców. Równocześnie, przez cały czas, największa uwaga obrońców musiała być skupiona na utrzymaniu ciągłości linii obronnych, nieustannie nękanych i ostrzeliwanych przez jordańską artylerię. Jednak Legion Arabski po zdobyciu Starego Miasta wstrzymał swoją aktywność i nie zamierzał rozszerzać swojej działalności na kolejne osiedla. Na styku linii wojsk dochodziło jedynie do nielicznych incydentów zbrojnych. Równocześnie nastąpiło przegrupowanie jordańskich i irackich jednostek na północ od miasta. Irakijczycy wkroczyli do Nablusu, umożliwiając jordańskiemu 1 Regimentowi przegrupowanie się bliżej rejonu ciężkich walk w Latrun. W dniach 22–25 maja na południe od Jerozolimy doszło do bitwy o kibuc Ramat Rachel. Izraelczycy błędnie interpretowali te wszystkie działania i obawiali się, że Legion Arabski szykuje się do zajęcia całej Jerozolimy. Zdawali sobie przy tym sprawę, że ich siły nie będą w stanie powstrzymać natarcia tak zawodowej jednostki. Chwycono się wówczas metody negocjacji. 22 maja przyjęta została Rezolucja Rady Bezpieczeństwa ONZ nr 49, która nadała najwyższy priorytet negocjacjom i utrzymaniu zawieszenia broni w Jerozolimie. Działania w tym celu rozpoczęła Komisja Rozejmu w Palestynie, w skład której weszli przedstawiciele członków Rady Bezpieczeństwa ONZ będący zawodowymi urzędnikami konsularnymi. Jednak już w nocy z 22 na 23 maja w Zachodniej Jerozolimie został zamordowany amerykański konsul generalny i członek Komisji Rozejmu w Palestynie, Thomas C. Wasson. Obie strony konfliktu wzajemnie oskarżyły się o to zabójstwo, nigdy jednak nie ujęto sprawców. Pomimo tych trudności, Komisja Rozejmu w Palestynie przedstawiła propozycję dwudniowego zawieszenia broni w Jerozolimie. Strona izraelska zasygnalizowała gotowość do przyjęcia rozejmu, jednak strona arabska odmówiła, ponieważ miała nadzieję na szybkie zwycięstwo. Pomimo to, prowadzone negocjacje uniemożliwiły prowadzenie Legionowi Arabskiemu swobodnych działań militarnych w mieście.
Dawid Ben Gurion zdecydował się wówczas poradzić zawodowego amerykańskiego oficera Dawida Marcusa, który dostrzegł szansę obrony miasta w szybkim przywróceniu normalnego zaopatrzenia i wzmocnieniu sił obrońców. W dniach 24–25 maja izraelskie siły przeprowadziły w rejonie fortu Latrun operację „Bin Nun Alef”. O ile Legion Arabski działając w Jerozolimie napotykał na liczne utrudnienia polityczne, to poza miastem mógł swobodnie realizować swoje założenia taktyczne i wykorzystywał wszystkie swoje możliwości. Izraelczycy wielokrotnie ponawiali ataki na umocnione jordańskie pozycje, musieli jednak wycofywać się i ponosili bardzo duże straty. Kolejne operacje (operacja Bin Nun Bet i operacja Joram) również zakończyły się niepowodzeniem. W ten sposób Zachodnia Jerozolima wciąż pozostawała odcięta, a Legion Arabski utrzymywał swoje pozycje w Latrun. Żydzi poszukiwali jednak innych możliwości dostarczenia zapasów do miasta i 10 czerwca ukończyli budowę Drogę Birmańską, która w całości przebiegała przez terytorium kontrolowane przez siły izraelskie. Następnie wybudowano wodociąg, dostarczając tą drogą żywność, wodę, leki, paliwo, uzbrojenie i amunicję do oblężonego miasta.
25 maja, hrabia Folke Bernadotte zwrócił się do Rady Bezpieczeństwa ONZ, aby mógł działać jako mediator ONZ w Palestynie. Cztery dni później przyjęto rezolucję Rady Bezpieczeństwa ONZ nr 50, która ogłaszała trwające cztery tygodnie zawieszenie broni. W piątym punkcie Rezolucja wzywała wszystkie rządy i organizacje do podjęcia wszelkich możliwych środków ostrożności w celu ochrony miejsc świętych w mieście Jerozolimie, oraz umożliwienia dostępu wszystkim upoważnionym osobom do wszystkich miejsc kultu. W trakcie pierwszego rozejmu (11 czerwca – 8 lipca 1948) siły żydowskie w Jerozolimie uległy wzmocnieniu. Dzięki nadzorowi i ochronie międzynarodowych obserwatorów UNTSO dostawy żywności mogły w niezakłócony sposób docierać do miasta normalną drogą przez Latrun. Natomiast dostawy broni i amunicji docierały potajemnie Drogą Birmańską. Dzięki temu żołnierze otrzymali normalne umundurowanie oraz uzbrojenie. Dostawy broni umożliwiły wydzielenie z każdego batalionu jednej kompanii wsparcia, które uzbrojono w ciężkie karabiny maszynowe i moździerze. Utworzono siedem pełnoetatowych batalionów piechoty, które od 15 czerwca mogły korzystać ze wsparcia baterii czterech moździerzy wielkokalibrowych, do których następnie dołączono działa kaliber 75 mm. W Jerozolimie znajdowało się także 10 plutonów Irgunu oraz 4 plutony Lehi.
Wraz z zakończeniem 9 lipca zawieszenia broni, Izraelczycy rozpoczęli operację „Danny”, po raz kolejny bez powodzenia szturmując arabskie pozycje w Latrun. Natomiast w samej Jerozolimie, siły żydowskie opanowały w dniach 8–10 lipca obszar dzisiejszego Wzgórza Herzla. Tymczasem Jordańczycy wstrzymywali się od prowadzenia jakichkolwiek działań zaczepnych, ograniczając swoją aktywność do ostrzału artyleryjskiego Zachodniej Jerozolimy. Izraelskie działa usiłowały im odpowiadać, nie dysponowały jednak wystarczającym zasięgiem i siłą ognia. Jordański major Abd Allah at-Tall, wbrew rozkazom własnego dowództwa, podjął decyzję o rozpoczęciu natarcia ze Starego Miasta celem zajęcia całej żydowskiej części Jerozolimy. Doszło wówczas do bitwy o Bramę Mandelbauma (9–19 lipca), która zakończyła się bez żadnego rozstrzygnięcia. Jedynym jej rezultatem były rosnące straty po obu stronach. Po stronie żydowskich obrońców również doszło do przypadków braku dyscypliny. Dowodzący obroną miasta Dawid Sze’alti’el, wbrew rozkazom własnego dowództwa, podjął decyzję o podjęciu próby odzyskania Starego Miasta. W tym celu zaproponował Irgunowi zajęcie położonej na południowy zachód od miasta arabskiej wioski al-Malha, co odciągnęłoby uwagę jordańskiego dowództwa od Starego Miasta. Żołnierze zaatakowali wieś 14 lipca, jednak starcie przerodziło się w zaciętą bitwę, której przebieg wykazał niezdolność Irgunu do przeprowadzania samodzielnych operacji militarnych. W rezultacie Siły Obronne Izraela udzieliły wsparcia w postaci batalionu piechoty Brygady „Ecjoni”. Po ciężkich walkach wieś al-Malha została zdobyta 15 lipca, jednak starcia w tym rejonie trwały jeszcze przez następny dzień. Mieszkańcy al-Malhy uciekli do pobliskiego miasta Betlejem. W nocy z 16 na 17 lipca przeprowadzono wspólną operację „Kedem”, usiłując bez powodzenia odzyskać Stare Miasto Jerozolimy. W rezultacie Dawid Sze’alti’el został 23 lipca odwołany, i zastąpiony przez Moszego Dajana. 17 lipca Legion Arabski przeprowadził kontratak w północnej części miasta. Powstałą sytuację wykorzystała Brygada Ecjoni, która zaatakowała siłami batalionu piechoty górzyste tereny rozciągające się na południowy zachód od miasta. Zajęto wioski En Kerem (poszerzenie korytarza Drogi Birmańskiej) i Battir (przejęcie kontroli nad wschodnim odcinkiem linii kolejowej z Tel Awiwu do Jerozolimy).

## Reakcje i następstwa
Bitwa o Jerozolimę zakończyła się bez ostatecznego rozstrzygnięcia przyszłego statusu miasta. Jordańczycy utrzymali arabską kontrolę nad Wschodnią Jerozolimą ze Starym Miastem, natomiast Izraelczycy utrzymali swoje pozycje w Zachodniej Jerozolimie. Żadna ze stron konfliktu nie zdołała przechylić wagi zwycięstwa na swoją stronę.
Podczas drugiego rozejmu, izraelski rząd negocjował z mediatorem ONZ hrabią Bernadotte sprawę statusu Jerozolimy. Po odmowie przez stronę arabską rozpoczęcia bezpośrednich negocjacji pokojowych, Dawid Ben Gurion 1 sierpnia formalnie uznał Jerozolimę za „terytorium okupowane” i powołał dr Josefa Dov na wojskowego gubernatora Jerozolimy. Decyzję tę podjęto w obawie, że Bernadotte może doprowadzić do umiędzynarodowienia Jerozolimy. 17 września Bernadotte został zamordowany przez ludzi z Lechi. W listopadzie ustały wszelkie walki w rejonie Jerozolimy. Wschodnia Jerozolima do 1967 roku znajdowała się pod jordańską władzą.